# کوه پارسونز
کوه پارسونز (به انگلیسی: Parsons Peak) یک کوه در ایالات متحده آمریکا است که در شهرستان مادرا، کالیفرنیا واقع شده‌است. کوه پارسونز ۳٬۷۰۴٫۲۸ متر بالاتر از سطح دریا واقع شده‌است.